# جبل فالترونا
جبل فالترونا (بالإيطالية: Monte Falterona)، هو جبل يقع في إقليم توسكانا في إيطاليا، كما يقع ضمن سلسلة جبال الأبينيني. ويقع ضمن حديقة وطنية، ويقع منبع نهر أرنو في جبل فالترونا.